# Sigiriya
Sigiriya è un sito archeologico dello Sri Lanka centrale. È costituito dalle rovine di un antico palazzo, costruito durante il regno di re Kashyapa (477-495 d.C.). È uno degli otto Patrimoni dell'umanità dello Sri Lanka e una delle attrazioni preferite dai turisti stranieri.

## Geologia
Il sito archeologico è dominato da un collo vulcanico, alto circa 180 metri e dalle pareti a picco. Ha una forma ellittica e una sommità piatta. È composto da dura roccia magmatica eredità di un vulcano eroso. È in un luogo sopraelevato rispetto alle pianure circostanti ed è visibile da chilometri di distanza.

## Reperti archeologici
Sigiriya è composta da un antico castello eretto da re Kashyapa nel quinto secolo. Il sito archeologico di Sigiriya contiene i resti del palazzo maggiore costruito sulla sommità piatta del collo vulcanico, una terrazza a metà parete dove fu costruita la Porta dei Leoni e un muro con affreschi, il palazzo secondario che si arrampica sui pendii sotto la rocca, e i fossati, le mura e i giardini che si estendono per centinaia di metri ai piedi della rocca.

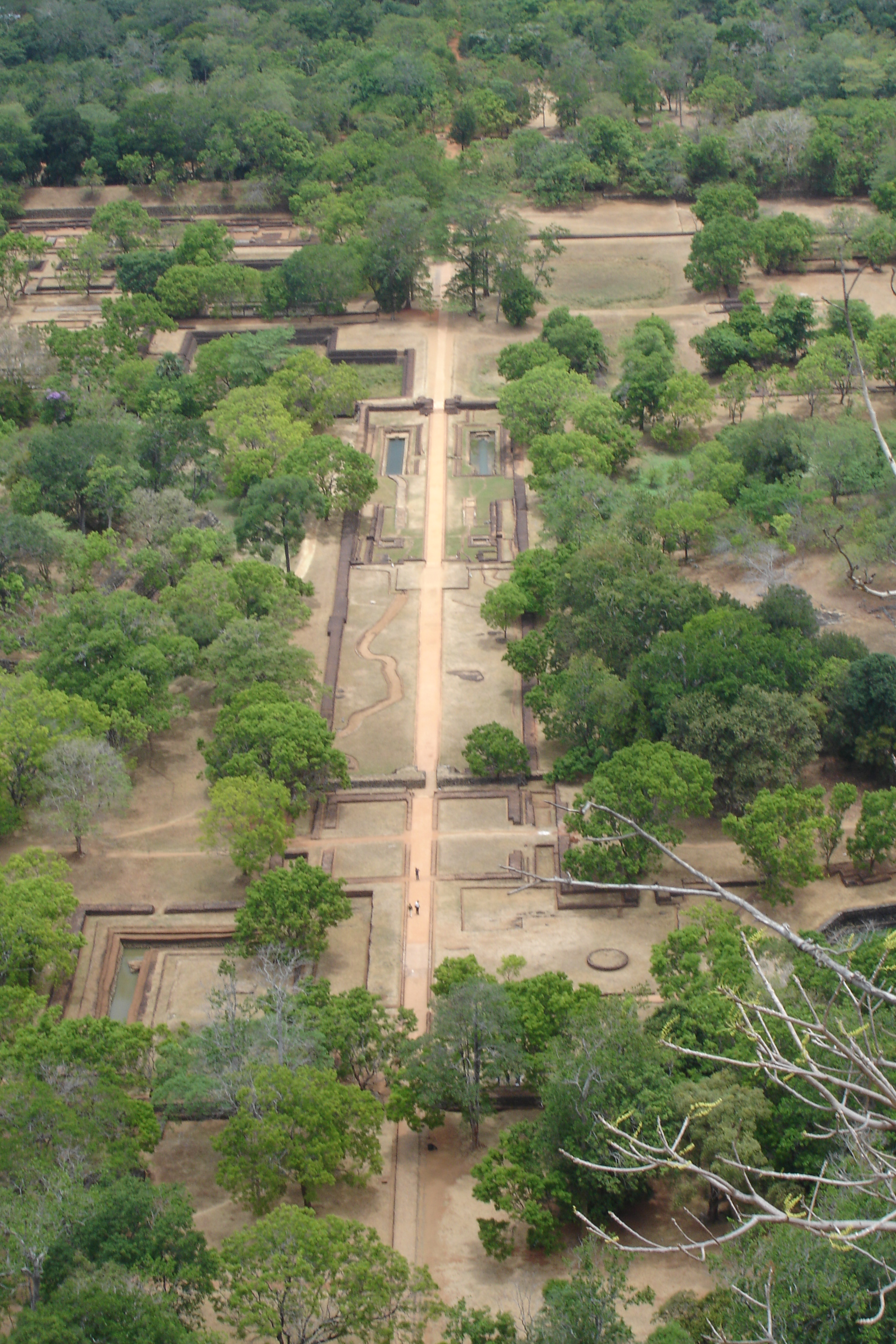
I giardini ai piedi della rocca visti dalla sommità della rocca stessa

Il sito fungeva sia da palazzo sia da fortezza. I ruderi rimasti sono sufficienti per permettere ai turisti di ammirare la semplicità e allo stesso tempo la creatività dei suoi architetti.
Il palazzo maggiore situato sulla cima della rocca comprende delle cisterne tagliate nella roccia che contengono ancora acqua. I fossati e le mura che circondano il palazzo inferiore sono molto ben conservati.

## Storia
Sigiriya potrebbe essere stata abitata fin dalla preistoria. La sua rocca venne usata come sito per un monastero dal terzo secolo a.C., con grotte preparate dai seguaci del buddista Sangha. I giardini e il palazzo vennero eretti dal re Kashyapa. In seguito alla sua morte caddero in disuso, per poi divenire un monastero fino al quattordicesimo secolo, dopodiché venne abbandonato. 
Si ricominciò a parlare di Sigiriya nel XIX secolo, in seguito a resoconti di inglesi. Divenne presto un'attrazione per gli antiquari e per gli archeologi. Uno dei primi a lavorarvi fu H. C. P. Bell. Le inscrizioni sigiri vennero decifrate dall'archeologo Paranavithana che pubblicò un lavoro in due volumi, pubblicato da Oxford, "Graffiti sigiri".

## Le origini leggendarie
Il Mahavansaya, i vecchi archivi storici dello Sri Lanka, cita il re Kashyapa come figlio del re Dhatusena, avuto da una moglie non reale. Kashyapa uccise il padre murandolo vivo usurpando il trono che, per diritto di successione, sarebbe spettato al fratello Moggallana, figlio avuto con la regina. Moggallana fuggì in India per evitare la furia del fratello e preparare la vendetta. Durante il soggiorno in India raccolse un esercito con l'intento di tornare a riprendersi il trono. Si dice che Kashyapa, a conoscenza delle intenzioni del fratello, fece costruire il suo palazzo sulla rocca di Sigiriya, sia come fortezza sia come residenza di piacere. Moggallana riuscì a raggiungere la città e la attaccò. Durante la battaglia l'esercito di Kashyapa si arrese ed egli si suicidò con la propria spada. I racconti dell'epoca riferiscono che Kashyapa montò su di un elefante da battaglia per raggiungere una posizione più favorevole per la battaglia; le truppe non capirono la mossa e pensarono ad una fuga del re. Moggallana riportò la capitale ad Anurādhapura e trasformò Sigiriya in un monastero.
Altre storie fanno risalire la costruzione a re Dhatusena, mentre Kashyapa avrebbe solo finito il lavoro in onore del padre. Altri ancora ritengono Kashyapa un re seduttore e Sigiriya sarebbe semplicemente stato un palazzo di piacere. Anche la morte di Kashyapa è piena di dubbi. In alcune versioni viene avvelenato da una concubina, in altre si taglia la gola quando viene abbandonato dall'esercito nel corso della battaglia finale.
Altre interpretazioni identificano il sito con un luogo di lavoro della comunità buddista, senza nessun impianto militare. Il sito archeologico è stato molto importante nella competizione fra le tradizioni buddiste Mahayana e Theravada nell'antico Sri Lanka.

## Le visite

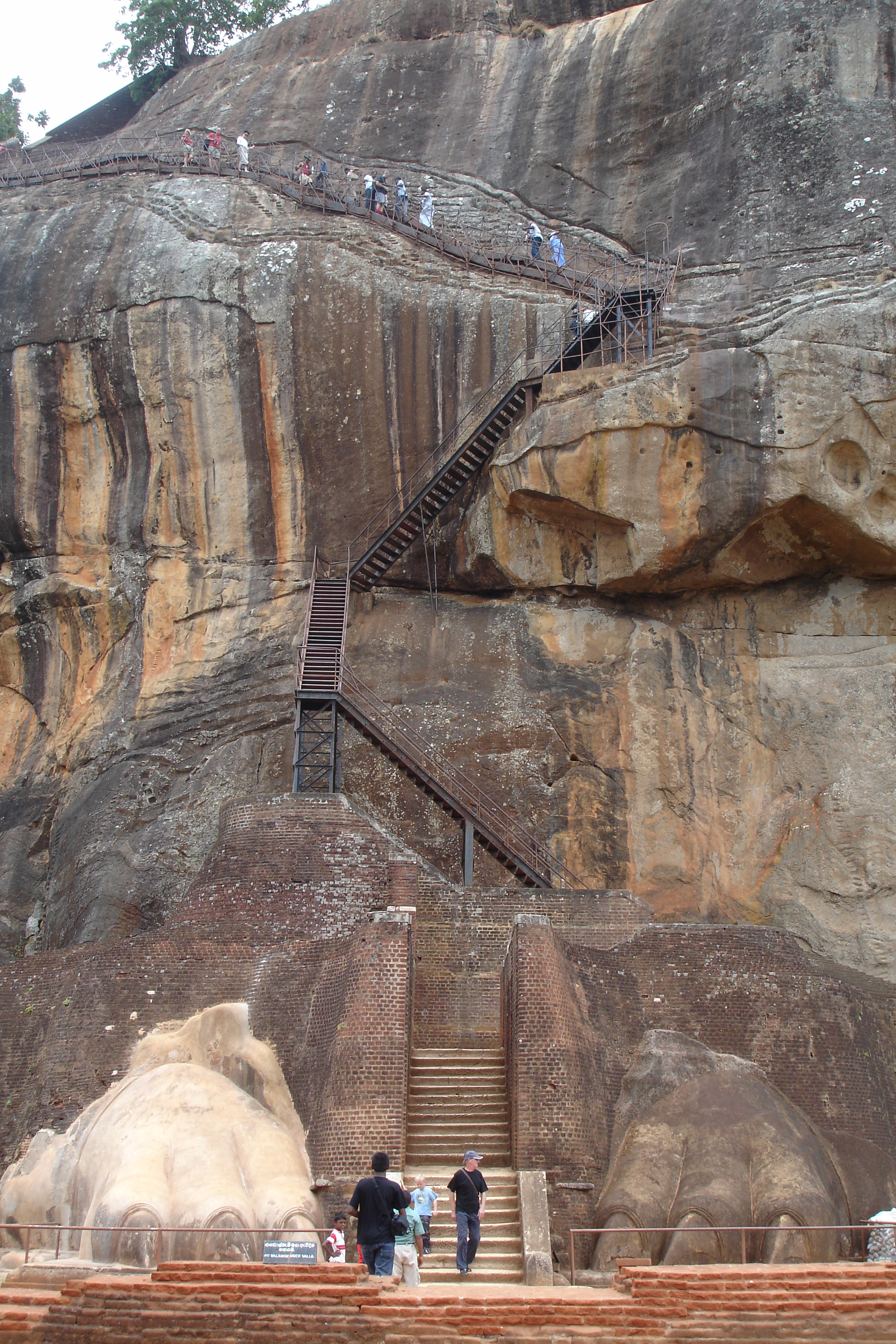
La Porta dei Leoni e l'arrampicata finale

Il percorso parte dal fossato esterno e attraversa il complesso di fossati e giardini conducendo ai piedi della rocca. Le scale nella roccia partono dalla base della rocca, arrotandosi attorno ai resti della parte inferiore del palazzo, e raggiungendo una terrazza sul lato corto della rocca. La roccia che si trova sopra a questa terrazza era un tempo decorata con affreschi, alcuni dei quali sono ancora visibili, nonostante la maggior parte sia andata perduta. Verso il fondo la terrazza si apre in un giardino.
Da questo punto ci si può arrampicare verso la cima della roccia utilizzando una moderna scala in metallo che passa attraverso l'originale muro in mattoni, la Porta dei Leoni, ora ridotto ad un paio di zampe; queste sono quello che resta di quattro zampe e di un'enorme testa di leone, le cui fauci aperte fungevano da entrata per il palazzo reale. La scala in metallo sostituisce l'originale in mattoni, crollata con la testa del leone a 1400 anni dalla costruzione del palazzo.
Le scale terminano nel punto più alto della rocca. Le rovine del palazzo sono resti di mura alti circa mezzo metro, ma il grande lavoro di scavo nella roccia è ancora ben visibile.

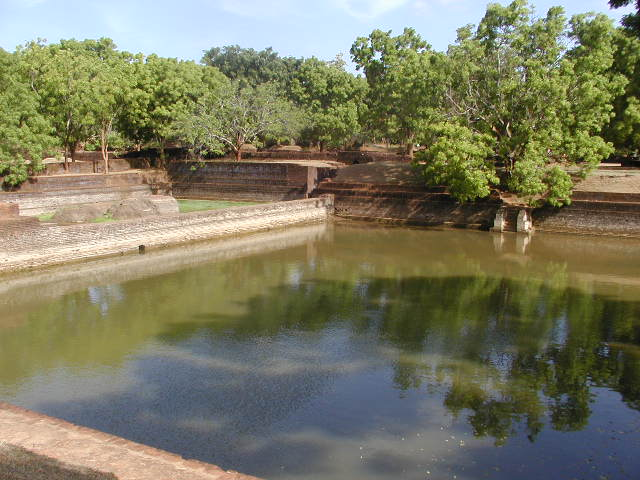
Una delle piscine del giardino
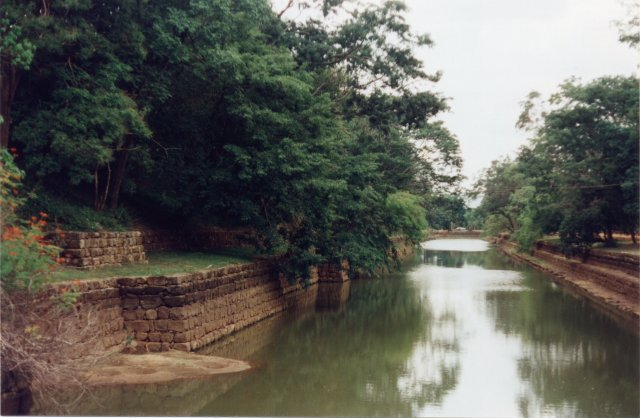
Il fossato
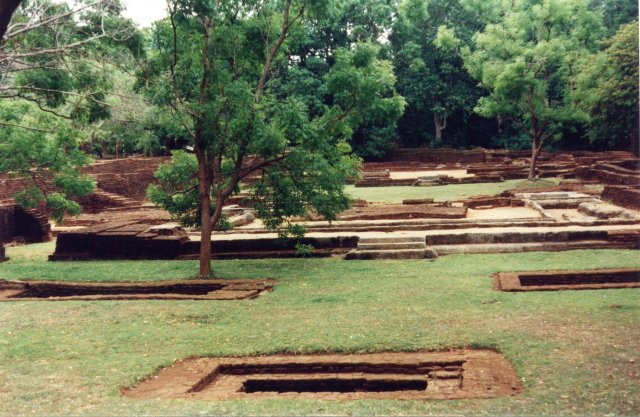
Vista del giardino
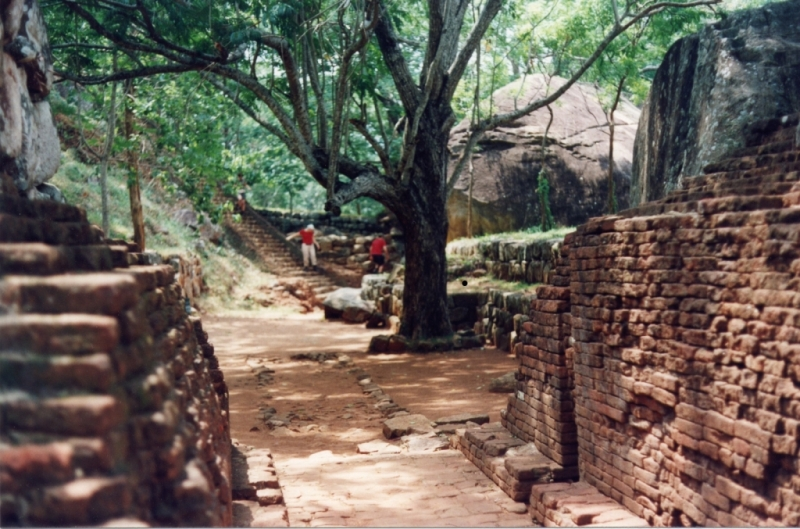
Rovine ai piedi della roccia di Sigiriya
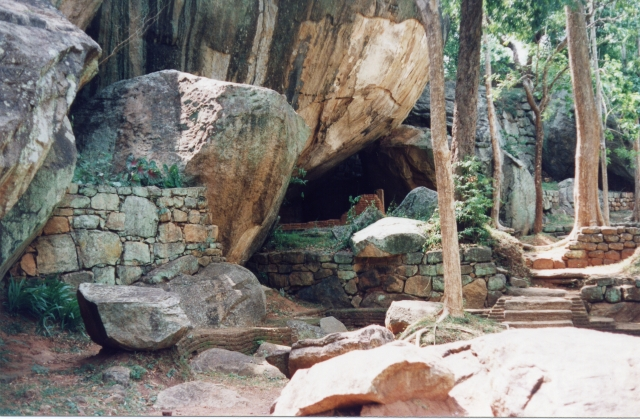
Una cella del monastero nella parte inferiore del palazzo
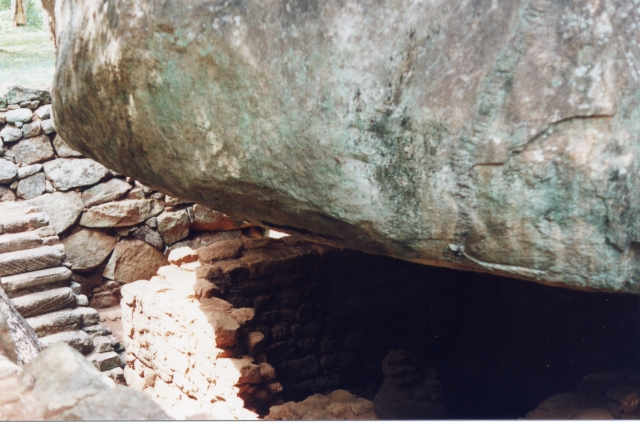
Un'altra cella

## Doppie mura e affreschi
(John Still, 1907)

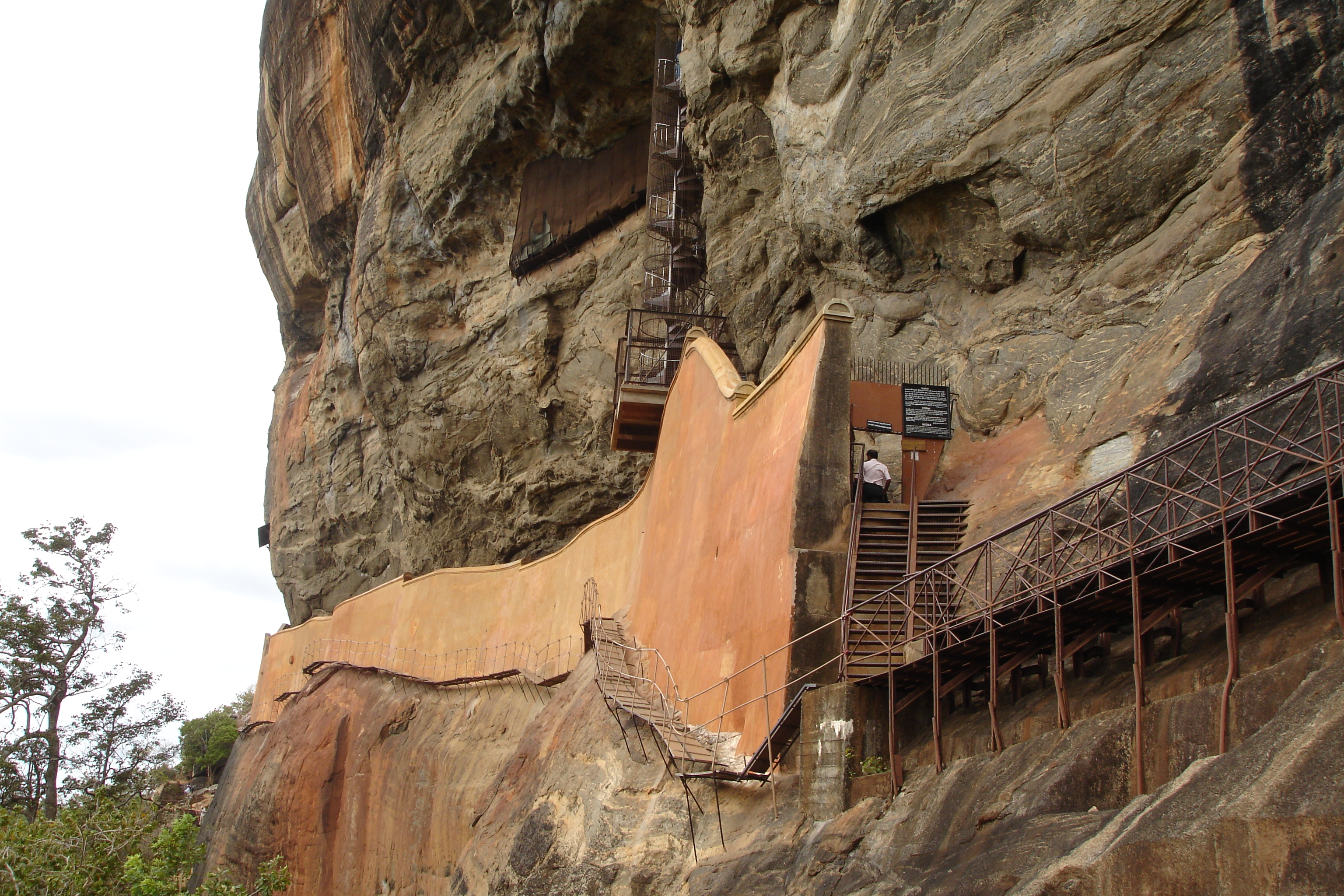
Il doppio muro e la scala a chiocciola che conduce agli affreschi

I dipinti potrebbero aver coperto buona parte della facciata della roccia, un'area lunga 140 metri e alta 40. In una sua opera John Still parla di 500 donne raffigurate in quei dipinti. La maggior parte degli affreschi è persa per sempre, grattati via quando il palazzo divenne un monastero, al fine di non disturbare la meditazione.

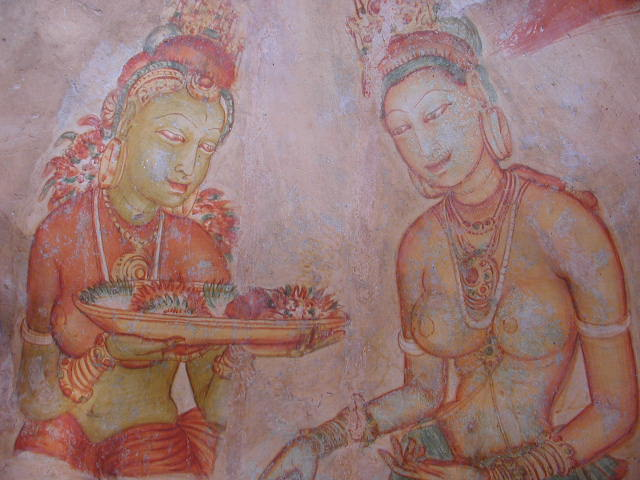
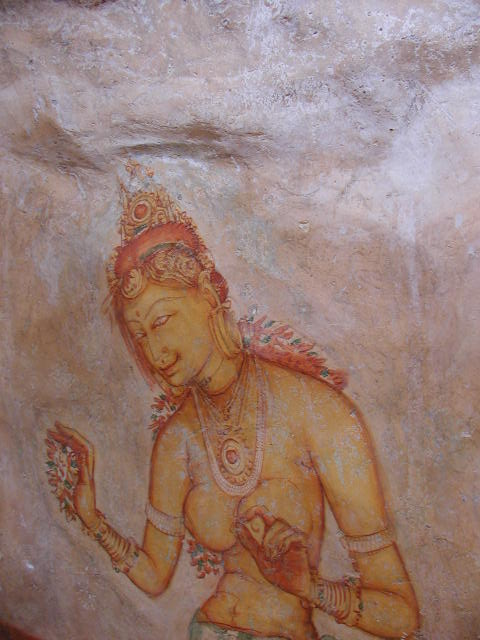
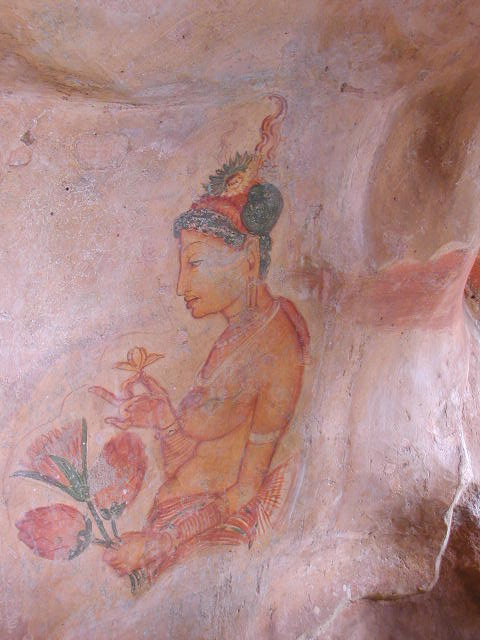
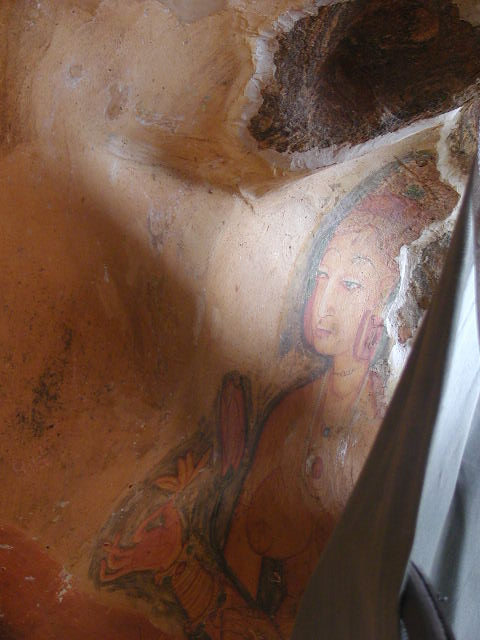
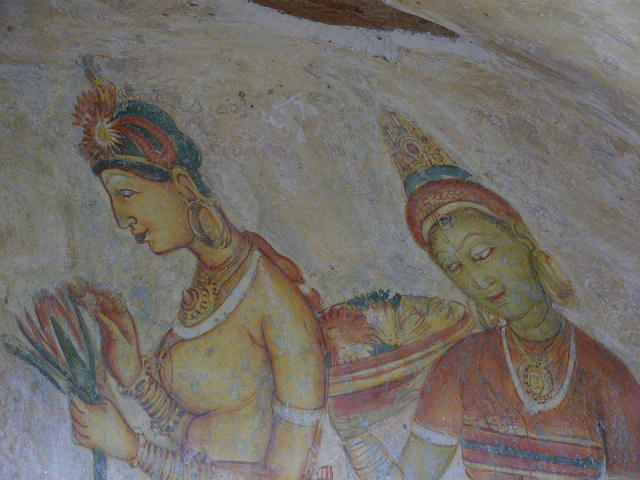
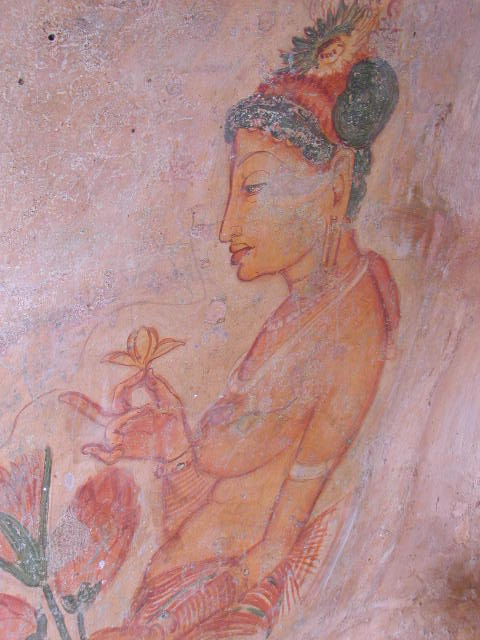
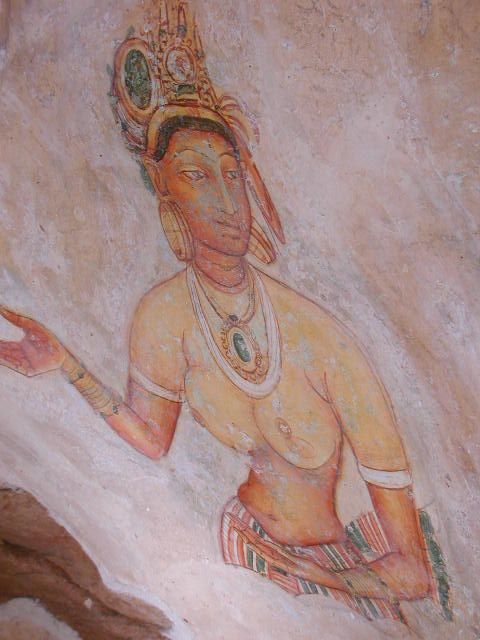
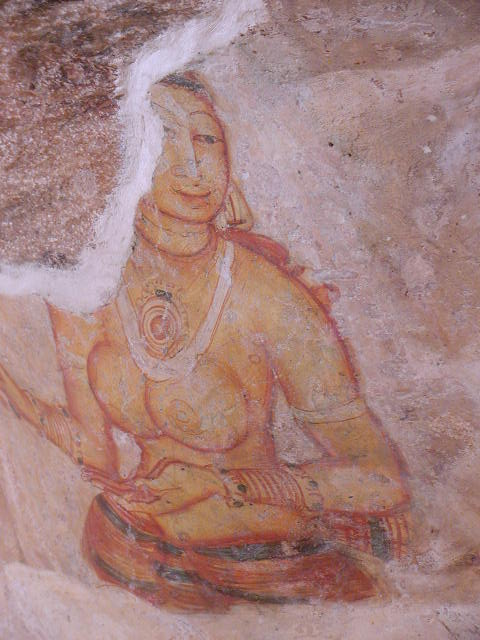
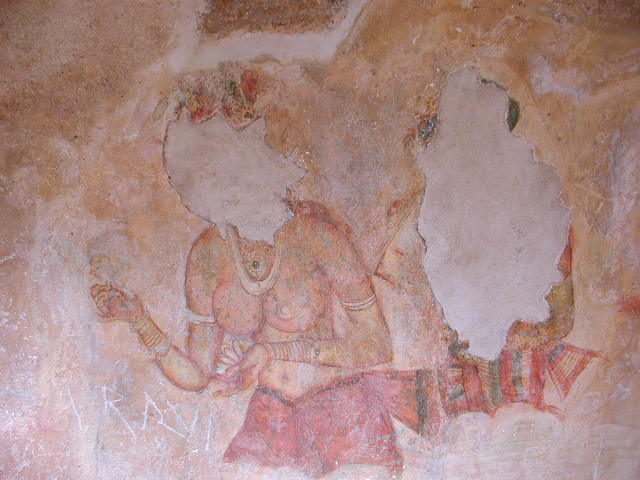
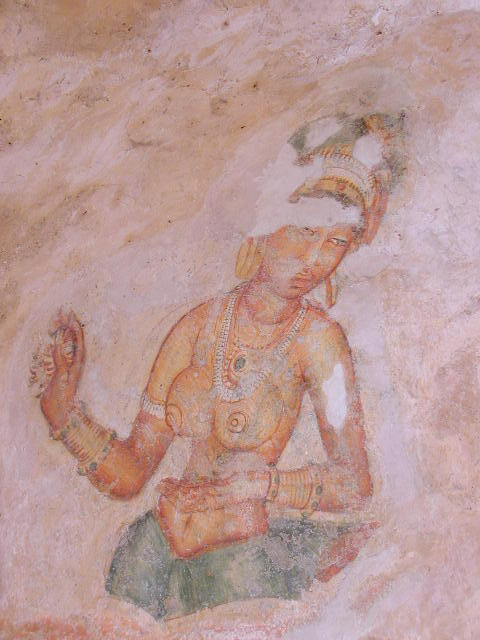
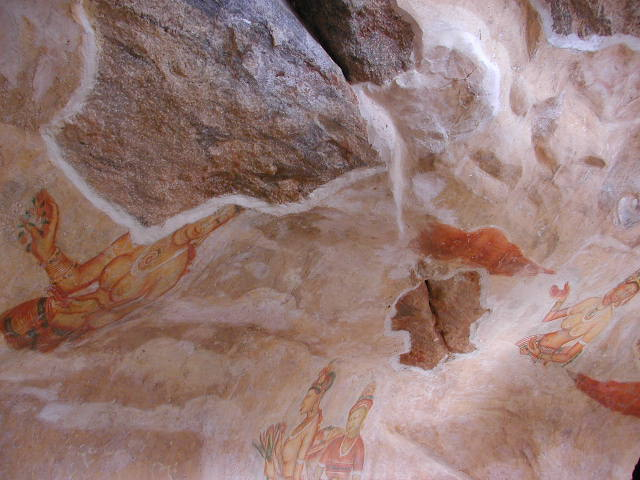

## Influenza culturale
Il sito di Sigiriya è stato usato come ambientazione per numerosi eventi del romanzo fantascientifico Le fontane del Paradiso (The Fountains of Paradise, 1979) di Arthur C. Clarke, nonostante Clarke ne abbia cambiato il nome in Yakkagala.
Nell'aprile del 1982 presso il sito di Sigiriya è stato girato il video del singolo Save a Prayer dei Duran Duran.
Eichiro Oda si è ispirato al sito di Sigiriya per l'isola errante di Zo (ゾウ Zō, lett. "Elefante") nell'anime One piece, sede del Ducato di Mokomo patria dei visoni.